# Kamyszyn
Kamyszyn (ros. Камышин) – miasto w Rosji, w obwodzie wołgogradzkim, nad Zbiornikiem Wołgogradzkim. Około 109,9 tys. mieszkańców (2020).
W Kamyszynie urodził się Witold Bublewski, polski harcmistrz, żeglarz i żołnierz Armii Krajowej.
Kamyszyn otrzymał prawa miejskie i obecną nazwę w 1780 r.

## Gospodarka
W mieście rozwinął się przemysł włókienniczy, maszynowy,  metalowy, szklarski, spożywczy, materiałów budowlanych oraz meblarski.

## Sport
- Awangard Kamyszyn - klub piłkarski
- Tiekstilszczik Kamyszyn - klub piłkarski